# ۴۷۸ (قمری)
۴۷۸ (قمری)، چهارصد و هفتاد و هشتمین سال در گاهشماری هجری قمری است. اول محرم این سال برابر با پنجم مه سال ۱۰۸۵ میلادی است.

## وابسته
- مروانیان